# Crumbling Land
«Crumbling Land» — песня, написанная и исполненная рок-группой Pink Floyd для фильма Забриски-пойнт режиссёра Микеланджело Антониони об американской молодежи конца 1960-х — начала 1970-х годов. Это динамичная композиция в стиле кантри с вокалом Дэвида Гилмора и Ричарда Райта.
Песня вошла в изданный саундтрек фильма Забриски-пойнт, позднее также появилась в составе бокс-сета The Early Years 1965–1972, изданного в 2016 году, под названием «On The Highway». 